# Crucificação de Santa Maria dos Anjos (Castagno)
A Crucificação de Santa Maria dos Anjos é uma luneta afresco de Andrea del Castagno, criada por volta de 1455, atualmente no Museo del Cenacolo di Sant'Apollonia em Florença. Na extrema esquerda e direita estão Romualdo de Ravena e Bento de Núrsia. 